# Torre Almadrava
La Torre Almadrava, o Torre del Palmar, és una torre de guaita situada a la platja de l'Estanyó, a uns 100 metres de la riba, al municipi de Dénia (Marina Alta). Està al costat del riu Girona, prop de la seva desembocadura, i al costat d'una antiga sénia. Està declarada Bé d'Interès Cultural.
Fou construïda el 1552-1553. Rep el nom d'una antiga instal·lació per a l’industria del peix coneguda com l'Almadrava, de la qual encara es conserven restes. Té forma troncocònica, de 6 metres de diàmetre a la base i 12 metres d'altura. Tenia 3 plantes, coronada per una terrassa plana. Amb el temps es va anant derruint. Per problemes estructurals va haver de ser reforçada la base mitjançant quatre contraforts en forma de sabata quadrada. Recentment ha estat restaurada, recreixent les dues plantes superiors, diferenciades mitjançant l'esquerdejat de la fàbrica original, realitzada en maçoneria irregular, rejuntada amb morter de calç. La forta urbanització de la zona ha deixat la torre situada en la zona verda d'una urbanització, en conseqüència molt descontextualizada del seu medi natural que era la connexió visual amb la mar.